# Eszközhatározó eset
Egyes agglutináló és egyes flektáló nyelvek nyelvtanában az eszközhatározó eset (latinul instrumentalis) egyike a nyelvtani eseteknek. Azok a névszók, amelyek ennek az esetnek a morfémáját hordozzák a legjellegzetesebben olyan élettelent fejeznek ki, amely használata segítségével végeznek cselekvést. Mondattani szempontból ilyen szó főleg eszközhatározót fejez ki, de ez az eset számos egyéb mondattani viszonyt is kifejez, amelyek természete az adott nyelvtől is függ.
A magyar nyelvben is megvan ez az eset, és történeti-összehasonlító nyelvészettel foglalkozó szakemberek megállapították, hogy létezett a feltételezett indoeurópai alapnyelvben is. Meg is maradt egyes mai indoeurópai nyelvekben, mint amilyen a szláv nyelvek többsége. Ezekben úgy elöljárószók nélkül, mint ilyen viszonyszókkal is használják. Egyéb indoeurópai nyelvekben, mint az újlatin nyelvek vagy az angol, elöljárókkal fejezik ki azokat a határozókat, amelyeket az eszközhatározó esettel fejeznek ki az ezzel bíró nyelvek.

## A magyar nyelvben
A magyarban, amely agglutináló nyelv, egyetlen ragja van az eszközhatározó esetnek, a -val/-vel. Változatai a magánhangzó-harmónia szabályainak megfelelően használtak. Vannak morfofonológiai változatai is, mivel a rag v-je az őt megelőző mássalhangzóhoz hasonul. Mindegyik névszó felveszi. A maga és az ön kivételével a személyes névmások ilyen esetű alakjai szuppletívak, a rag -vel változata és a birtokos személyjelek kombinációi: én – velem, te – veled stb.
Az eszközhatározó eset elsősorban eszközhatározót és társhatározót fejez ki, de több más típusú határozót is, a többségüket névutó nélkül:
- eszközhatározó: Kanállal eszik;[7]
- társhatározó:
  - élővel kifejezett: György Tamással sétál;[7]
  - élettelennel kifejezett: kávé habbal;[7]
- állapothatározó: Nyitott szemmel alszik;[7]
- módhatározó: Örömmel fogadta a hírt;[7]
- eszközlő határozó: Kimosatja a ruhát a feleségével;[8]
- fok-mérték határozó: Ezrével látni belőle;[7]
- okhatározó: Vakbélgyulladással kórházba szállították;[7]
- időhatározó: Ősszel sokat esik az eső;[9]
- aszemantikus, más néven vonzat- vagy állandó határozó: Elégedett az eredményekkel.[10]

Összehasonlító szerkezetben, ún. „összekapcsolt” fok-mérték határozóban a fokjeles szó előtt álló tag is eszközhatározó esetű: Feri két évvel idősebb Jancsinál, A mi házunk jóval nagyobb a tietekénél.
Vannak névutóval szerkesztett eszközhatározó esetű határozók is:
A mozival szemben van egy kávéház;
Egy évvel ezelőtt kezdtem magyarul tanulni;
Kovácsnéval együtt megyek a Balatonra;
A kérvényével kapcsolatban a következőket kell tudnia;
A botránnyal összefüggésben emlegették a nevét.

## A közép-délszláv diarendszerben
A közép-délszláv diarendszer nyelveiben (bosnyák, horvát, montenegrói, szerb), amelyek flektálóak és viszonylag gazdag névszóragozási rendszerük van, az eszközhatározó esetet több rag fejezi ki, ragozási osztály, szófaj, nem és szám szerint. Vannak morfofonológiai változatai is, amelyeket az őket megelőző beszédhang okozza. A legtöbb névszó az alábbi ragokkal rendelkezik:
- -om – egyes számban hímnemű, semlegesnemű és nőnemű olyan főnevek, valamint olyan nőnemben egyeztetett melléknevek ragja, amely előtt nem palatális mássalhangzó van: doktorom (hn.) ’doktorral’, selom (sn.) ’faluval’, ribom (nn.) ’hallal’, novom (nn.) ’újjal’;[18]
- -em – egyes szám hímnemű és semlegesnemű főnevek olyan ragja, amely előtt palatális mássalhangzó van: čekićem (hn.) ’kalapáccsal’, poljem (sn.) ’mezővel’;
- -im – egyes szám hím- és semlegesnemben egyeztetett melléknevek ragja: novim ’újjal’;
- -ima – többes szám hím- és semlegesnemű főnevek ragja (közös a részes esettel és a locativus-szal): doktorima ’doktorokkal’, čekićima ’kalapácsokkal’, selima ’falvakkal’, poljima ’mezőkkel’;
- -ama – többes szám nőnemű főnevek ragja (közös a részes esettel és a locativus-szal): ribama ’halakkal’;
- -im(a) – többes szám hímnemben, semlegesnemben és nőnemben egyeztetett melléknevek ragja; az a a hosszú (határozott) alakúaké, amikor főnevesítettek: Vi radite s novim udžbenicima a mi sa starima ’Ti (az) új tankönyvekkel dolgoztok, mi meg (a) régiekkel’.

A személyes névmások töve eszközhatározó esetben többé-kevésbé különbözik az alanyesetű alakjuktól: ja ’én’ – sa mnom ’velem’, ti ’te’ – s tobom ’veled’ stb.
Ezekben a nyelvekben is az eszközhatározó eset főleg az eszközhatározó és a társhatározó esete, de több más határozóé is:
- eszközhatározó:
  - elöljáró nélkül: Putujemo autom ’Autóval utazunk’;[20]
  - a s(a)[21] elöljáróval: Vi radite s novim udžbenicima a mi sa starima ’Ti (az) új tankönyvekkel dolgoztok, mi meg (a) régiekkel’;[22]
- társhatározó: Došao je sa ocem ’Az apjával jött’;[23]
- módhatározó: Putujemo velikom brzinom ’Nagy sebességgel haladunk’;[20]
- helyhatározója olyan igéknek, amelyek nem fejeznek ki mozgást az illető hely felé:[24]
  - elöljáró nélkül: Hladan v(j)etar[25] poljem piri ’Fúj a hideg szél a mezőn’;[20]
  - elöljáróval:

On ide napred a ja za njim ’Ő előre megy, én meg utána’;
Stojim pod tušem ’A zuhany alatt állok’;
Nad selom su se crnjeli kišni oblaci ’A falu felett esőfelhők feketéllettek’;
Šetao je među drvećem ’A fák között sétált’;
- időhatározó: početkom m(j)eseca ’a hónap elején’, radnim danom ’munkanapon’, utorkom ’(minden) kedden’;[20]
- szenvedő ige élettelen eszközlő határozója: Grad je pogođen zemljotresom ’A várost földrengés sújtotta’ (szó szerint ’*… földrengés által lett sújtva’).[29]

Eszközhatározó esettel kifejezett, magyar grammatikákban határozóknak megfelelő ún. „közvetett tárgy”-ak is vannak:
- elöljáró nélkül:

Čime se sada bavite? ’Mivel foglalkozik/foglalkoznak mostanában?’;
Vladao je ogromnim carstvom ’Hatalmas birodalom felett uralkodott’;
Čitava kuća je najednom zamirisala kruhom ’Egyszerre az egész háznak kenyérillata lett’;
- elöljáróval:

Nastavićemo s vežbama ’Gyakorlatokkal fogjuk folytatni’;
Nemojte žaliti za prošlošću ’Ne sirassátok a múltat!’
Az eszközhatározó esettel is kifejezhető az alábbi két mondatrész is:
- eloljáró nélkül, névszói állítmány névszói része: Zidovi su postajali sve tamnijima ’A falak egyre sötétebbek lettek’;[32]
- a s(a) elöljáróval, főnévi jelző: supa s rezancima ’tésztaleves’.[23]